# Centro Cultural Antigua Estación del Ferrocarril de Querétaro
El Centro Cultural Antigua Estación del Ferrocarril de Querétaro es un edificio histórico que fue inaugurado el 3 de octubre de 1904 en el estado de Querétaro. Se ubica en la calle Héroe de Nacozari, en el centro histórico de Querétaro. Fue una estación del ferrocarril usando como líneas de terminal El Águila Azteca, El Constitucionalista y el Tren Eléctrico de Pasajeros México-Querétaro.

## Historia

### Porfiriato y revolución mexicana
El edificio data de principios del siglo XX, cuando Porfirio Díaz llegó en tren a Querétaro, el 19 de diciembre de 1903, inaugurando la vía ancha del ferrocarril. Cuando el tren presidencial se detuvo en Querétaro, la estación seguía en construcción. La estación fue inaugurada el 3 de octubre de 1904 por el gobernador de Querétaro Francisco González Cosío.
En 1908, al final del gobierno porfirista, se crea la compañía gubernamental Ferrocarriles Nacionales de México, que constituye la primera nacionalización de los ferrocarriles por su valor estratégico. Entre 1910 y 1929, el estado de esas líneas era incierto, ya que cayeron en manos de los diferentes grupos que combatieron durante la Revolución Mexicana.

### 1979-1997
En 1979 Inicio la construcción de vía doble electrificada para el ferrocarril eléctrico de por parte del gobierno mexicano, incluyó dentro del proyecto participación japonesa, inglesa y francesa. Sin embargo, en 1983 el proyecto fue suspendido debido a cambios en el trazo de las rutas, impacto de la infraestructura y las políticas de operación dentro del estudio. La estación sufrió múltiples modificaciones tras el aumento de número de vías, pasando de tener tres a tan solo cuatro tras el proceso de electrificación a la vía.
En 1986 se reinicia la electrificación únicamente con la participación del personal técnico de la Secretaría de Comunicaciones y Transportes, Ferrocarriles Nacionales de México y la compañía francesa Société Francais d’Etudes et de Réalisations Ferroviaires.
El 17 de marzo de 1986 el edificio fue declarado como Monumento Histórico, y en 1996 pasó a conformar parte de la zona A de la zona de monumentos históricos que conforman el Patrimonio Cultural de la Humanidad de la ciudad de Querétaro.
El 14 de febrero de 1994 el expresidente Carlos Salinas de Gortari Inauguró el sistema del Tren Eléctrico de Pasajeros México-Querétaro en los viajes regulares entre las estaciones Buenavista en la Ciudad de México hacia la antigua estación. 
En 1995, el expresidente Zedillo reforma el párrafo IV en el Artículo 28 de la Constitución Mexicana y, continuando el proceso de privatización masiva de para-estatales iniciada por sus antecesores en el cargo, privatizó Ferronales Nacionales, en 1995.
Tras ser privatizada la red ferrocarrilera en 1996 por el expresidente Ernesto Zedillo, en 1997 Kansas City Southern de México decide finalizar operaciones de la estación con el sistema del Tren Eléctrico de Pasajeros México-Querétaro. Dejando las líneas de catenaria electrificadas para un supuesto uso en el futuro.

### 2003-actualidad
El 20 de agosto de 2003, el edificio fue donado por Ferrocarriles Nacionales de México al municipio de Querétaro, con lo cual se funda el Centro Cultural La Antigua Estación, creando un espacio para ofertar actividades culturales y artísticas, así como talleres de música, danza, pintura, canto, etc.
En 2013, se creó en este espacio el Museo Interactivo del Títere "Pepe Díaz Núñez".
En 2024 el expresidente municipal Luis Bernardo Nava, comenzó obras de restauración del antiguo estación tras cumplir más de 120 años de existencia y tiempo después se finalizó el proceso de restauración a finales de diciembre de 2024.

## Edificio
El edificio está construido con vigas de madera y una fachada de cantera. El estilo de la construcción es inglesa, siendo el diseñador el arquitecto R.T. McDonald, quien utilizó material de la región para su construcción, como la cantera rosa y gris para el almohadillado, y vigas de madera para la fachada.
En lo que fue antes la taquilla, la sala de espera, la chimenea, el restaurante y la taquilla, se habilitó para crear salones de talleres artísticos. En la planta alta del edificio, que era la sala de despachadores, se colocó una maqueta de estaciones y trenes antiguos a escala, la cual fue realizada por la asociación Amigos del Ferrocarril.